# Верхній Магазь
Верхній Мага́зь (рос. Верхний Магазь, чув. Тури Макаç) — присілок у складі Чебоксарського району Чувашії, Росія. Входить до складу Атлашевського сільського поселення.
Населення — 112 осіб (2010; 151 у 2002).
Національний склад:
- чуваші — 93 %